# Tachychlora flavidisca
Tachychlora flavidisca är en fjärilsart som beskrevs av W. Warren 1904. Tachychlora flavidisca ingår i släktet Tachychlora och familjen mätare. Inga underarter finns listade i Catalogue of Life.